# FC TuRa Bergkamen
TuRa Bergkamen ist ein Sportverein aus Bergkamen in Nordrhein-Westfalen. Die erste Herrenmannschaft im Fußball spielt seit dem Aufstieg im Jahre 2023 in der Bezirksliga. Zuvor spielte der Verein 13 Jahre lang in der höchsten westfälischen Amateurspielklasse.

## Geschichte
Der Verein wurde 1945 als Nachfolger von zwei im Dritten Reich aufgelösten Vereine gegründet, wobei der Verein auf seiner Website keine Angaben dazu macht. Laut dem Fußballhistoriker Hardy Grüne fusionierten die Vereine Turn- und Sport Bergkamen und Arbeiter Turnverein Bergkamen. Sein Kollege Ralf Piorr hingegen spricht von den Stammvereinen TuS 09 Bergkamen und TV Friesen Bergkamen. Neben Fußball bietet der Verein noch Judo, Leichtathletik, Schwimmen, Turnen, Tennis und Tischtennis an.
Die Fußballer stiegen im Jahre 1948 in die Landesliga Westfalen auf, die seinerzeit die höchste Amateurspielklasse war. Dort wurden die Bergkamener in der Saison 1950/51 Vizemeister hinter der SpVgg Röhlinghausen. Ab 1952 wurde die Landesliga fünfgleisig weitergeführt und TuRa wurde in der Saison 1953/54 Staffelmeister, belegte aber bei der Westfalenmeisterschaft lediglich den letzten Platz. Zwei Jahre später gelang unter Trainer Hermann Eppenhoff die Qualifikation für die neu geschaffene Verbandsliga Westfalen. Aus dieser stiegen die Bergkamener in der Saison 1960/61 ab, als die Mannschaft in den Entscheidungsspielen gegen den Abstieg zusammen mit dem TBV Lemgo an der Hammer SpVg scheiterten.
Der Wiederaufstieg in die Verbandsliga gelang im Jahre 1965, ehe es drei Jahre später wieder hinunter in die Landesliga ging. Nach einem dritten Platz in der Saison 1971/72 mussten die Bergkamener 1977 in die Bezirksliga und zwei Jahre später in die Kreisliga A absteigen. Im Jahre 1984 gelang der Wiederaufstieg in die Bezirksliga, dem drei Jahre später die Rückkehr in die Landesliga folgte. Dort konnte sich die Mannschaft für zwei Jahre halten, ehe es wieder runter in die Bezirksliga und 1995 in die Kreisliga A ging. Von 2001 bis 2006 sowie von 2011 bis 2016 spielten die TuRa-Fußballer noch einmal in der Bezirksliga.
Im Jahre 2023 gelang der Wiederaufstieg, nachdem die Bergkamener das Entscheidungsspiel um die Kreismeisterschaft gegen den VfL Mark mit 5:4 nach Verlängerung für sich entscheiden konnten. Nach nur einer Saison stieg die Mannschaft wieder ab.

## Persönlichkeiten
- Hermann Eppenhoff
- Norbert Runge